# Antonio Beccaria
Antonio Beccaria (Verona, 1400 circa – Verona, 1474) è stato un religioso e grecista italiano.

## Biografia
Frequentò a Mantova Ca' Zoiosa dell'umanista Vittorino da Feltre, dove apprese la lingua greca e latina. Alla fine del 1438 fu richiesto in Inghilterra da Umfredo Plantageneto, duca di Gloucester e fratello del re Enrico V, in qualità di suo segretario. Nel 1446 circa fece rientro in Italia e fu al servizio del vescovo di Verona Ermolao Barbaro, ricevendo l'incarico di tesoriere della cattedrale. Conoscitore profondo della lingua greca, tradusse le Vite di Plutarco. Morì a Verona nel 1474 e venne sepolto nella Chiesa di Santa Maria in Organo.